# Le Rêve de l'architecte
Le Rêve de l'architecte, en anglais : The Architect's Dream, est un tableau, réalisé en 1840, à l'huile sur toile, par le peintre américain Thomas Cole, pour l'architecte Ithiel Town.
Le tableau est acquis par le musée d'Art de Toledo, en 1949.

## Style
Thomas Cole, ayant déjà traité de l'architecture auparavant, y incorpore des éléments d'architecture égyptienne, grecque, romaine et gothique dans différentes parties du tableau. Il achève celui-ci en seulement cinq semaines et le présente à l'exposition annuelle de l'Académie américaine des beaux-arts cette année-là. Cependant, Ithiel Town n'est pas satisfait du « thème presque exclusivement architectural » du tableau et refuse de l'accepter. Après un long échange de lettres, Thomas Cole accepte de peindre un paysage plus conventionnel pour Ithiel Town et de reprendre Le Rêve de l'architecte, qui restera en sa possession jusqu'à sa mort.

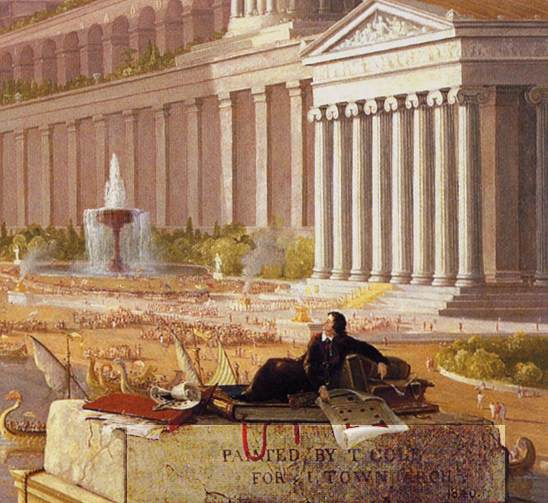
Détail du tableau.

## Notoriété
Le Rêve de l'architecte figure sur la couverture du livre The Passion of the Western Mind (en) (1991) de Richard Tarnas et a inspiré la chanson An Architect's Dream de Kate Bush sur l'album Aerial (2005).